# Martim Afonso de Sousa

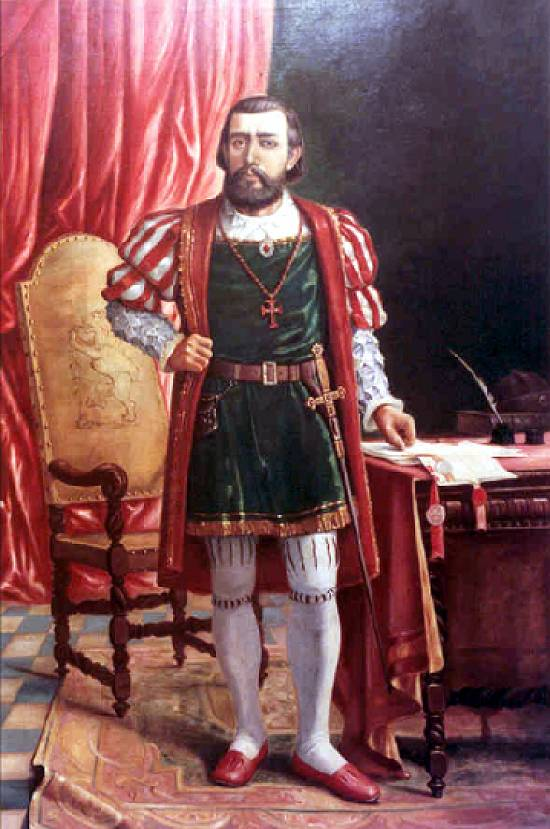
Martim Afonso de Sousa, Gemälde von Benedicto Calixto, 1923

Martim Afonso de Sousa (* um 1500 in Vila Viçosa; † 21. Juli 1571 in Lissabon) war ein portugiesischer Seefahrer, Kolonisator und Gouverneur von Brasilien und den Besitzungen in Indien.

## Person
Seine Mutter Isabel de Gamboa war die reiche Erbtochter von Thomé Lopes de Andrade. Vater Lopo de Sousa war Bürgermeister von Bragança im äußersten Nordosten Portugals. Sein Bruder Pèro Lopes de Sousa ging ebenfalls zur See, seine Schwester hieß Jeronima de Albuquerque.
Martim Afonso de Sousa reiste 1521 nach Spanien, wo er sich in Salamanca niederließ und Ana Pimentel heiratete, eine Adlige aus dem Hofe Kastiliens, mit der er fünf Kinder hatte. Im Jahre 1525 wurde er von König Johann III. nach Portugal zurückbeordert und studierte ab 1527 Navigation.

## Entdeckungsreisen
Belegt sind drei Entdeckungsreisen:
Erste Reise
3. Dezember 1530 (Lissabon) – August 1533 (Faro): Fünf Schiffe (zwei Naus, eine Galleone und zwei Karavellen) mit über 500 Mann Besatzung starteten Richtung Brasilien, Martim Afonso de Sousa übernahm die Karavelle „Santa Maria do Cabo“, sein Bruder Pèro Lopes de Sousa führte ein Tagebuch. Am 31. Januar 1531 landete die Flotte in der Höhe von Pernambuco, wo der Kapitän erkrankte Seeleute zurückließ. Am 1. Februar 1531 sichteten sie Cabo de Santo Agostinho, am 30. April 1531 die Guanabara-Bucht, am 12. August 1531 die Bucht von Cananéia. Nachdem das Flaggschiff am 8. Januar 1532 sank, sichteten sie am 20. Januar 1532 den Hafen von São Vicente in der Höhe von Santos, um am 21. Januar 1532 die Segel zu setzen und an die Küste der Insel zu gelangen. Hier legte de Sousa am 22. Januar 1532 eine portugiesische Kolonie am „Sklavenhafen“ (portugiesisch Porto do Escravos) an und ließ 400 an Bord befindliche Siedler an Land. Am 5. Februar 1532 landete das Ersatz-Führungsschiff im dortigen Hafen, am 10. Oktober 1532 leitete er eine Inlandserkundung. Am 22. Mai 1532 verließ Bruder Péro Lopes mit seinem Schiff die Expedition vorzeitig und erreichte Ende Januar 1533 Faro. Im Mai 1533 startete auch Martim Affonso de Sousa über die Azoren Richtung Portugal, wo er um August 1533 ankam.
Zweite Reise
12. März 1534 (Lissabon) – Dezember 1538: Mit 15 Schiffen segelte de Sousa Richtung Cochin. Die Besatzung bestand aus 150 Mann, darunter auch Gaspar de Lemos und dem als Leibarzt fungierenden Garcia de Orta. Am 19. September 1534 landeten sie in Goa. De Sousa beklagte in einem Brief vom 15. November 1534 seinem König die miserable Verfassung seiner Schiffe, die dringend einer Reparatur bedürften. De Sousa und Orta bezeugten am 23. Dezember 1534 die Unterzeichnung des Vertrags über die Abtretung von Bassein und Bombay an Portugal.
Auf dieser Reise geriet die Flotte zwischen März 1536 und Dezember 1536 in mehrere Scharmützel mit einheimischen Schiffen. Die Mannschaft erbaute 1536 ein Fort in
Cranganore. Am 2. Januar 1538 setzte die Flotte die Segel in Cochin, am 15. Februar 1538 kam es nahe Rameswaram zu einer der größten Schlachten der Portugiesen in Indien. seine 400 Mann starke Besatzung besiegte 7000 Moslems.
Dritte Reise
7. April 1541 – 1547: De Sousa war inzwischen Gouverneur Indiens (1542–1545) und erreichte am 6. Mai 1542 Goa. Mit an Bord befanden sich sechs Jesuiten (unter anderem Francis Xavier, Francis Mansilhas, Messer Paolo de Camerino und Diogo Fernandes) mit der Aufgabe der Missionierung und Taufe. Im September 1542 fuhr de Sousa der Küste entlang, am 12. August 1543 verließ er Goa mit 36 Schiffen. Im Dezember 1543 kehrte er nach Goa zurück und verließ es erneut im Februar 1544 Richtung Golf von Mannar („Perlfischerküste“), von wo aus er im März 1545 Richtung Norden nach Mylapore aufbrach. Im September 1545 landete er in Malakka, im Februar 1546 kam er in Amboina an, von wo aus er im April 1547 nach Indien aufbrach. Hier war João de Castro seit September 1545 sein Nachfolger als indischer Gouverneur, letzterer ließ im selben Monat die Segel Richtung Indien setzen.

## Aktivitäten
Martim Afonso de Sousa gründete am 22. Januar 1532 die erste brasilianische Stadt São Vicente. Er plante die Stadt, verteilte Ackerflächen auch für Zuckerrohranbau (portugiesisch sesmarias), ließ 400 Siedler zurück und errichtete Gebäude, bevor er die Stadt Mitte 1533 verließ. Als der König die erblichen Statthalter (portugiesisch capitanias) 1534 einführte, wurde de Sousa am 6. Oktober 1534 der erste „Donatário“ des Kapitanats São Vicente. Seine Frau Pimentel wurde 1538 offiziell zur Gouverneurin (portugiesisch governadora) von São Vicente ernannt, sie segelte dorthin und blieb es bis 1548. 1557 schrieb Martim Afonso de Sousa seine Autobiografie.
Es gab 1544 einen anonymen Bericht über de Sousas korrupte und uneffektive Verwaltung in Indien, weil er Posten mit Verwandten besetzte und finanzielle Unregelmäßigkeiten entdeckt wurden (de Sousa betrieb privaten Pfefferhandel). Im September 1545 gab es eine von João de Castro geleitete Untersuchung über die Führung der Amtsgeschäfte de Sousas. Dies hatte zur Folge, dass die Krone de Sousa nach dessen Rückkehr 1547 nicht mehr beauftragte. De Sousa verstarb am 26. Juli 1571 in Lissabon.